# Олександрівська сільська рада (Широківський район)
| Олександрівська сільська рада — колишній орган місцевого самоврядування у Широківському районі Дніпропетровської області з адміністративним центром у с. Олександрівка. Сільській раді підпорядковані населені пункти: - с. Олександрівка - с. Нове Життя |

## Склад ради
Рада складається з 16 депутатів та голови.

## Керівний склад сільської ради
| ПІБ                    | Основні відомості                                                         | Дата обрання | Дата звільнення |
| ---------------------- | ------------------------------------------------------------------------- | ------------ | --------------- |
| Пензов Іван Васильович | Сільський голова, 1958 року народження, освіта, безпартійний              | 26.03.2006   | 01.02.2010      |
| Дон Алла Андріївна     | Сільський голова, 1976 року народження, освіта                            | 20.06.2010   | 31.10.2010      |
| Копич Тетяна Петрівна  | Сільський голова, 1967 року народження, освіта вища, член Партії регіонів | 31.10.2010   |                 |

Примітка: таблиця складена за даними джерела